# Margitta Gábor
Margitta Gábor (Buenos Aires, 1929. március 21. – Budapest, 1976. február 28.) rendező, színházi szakember.

## Életpályája
Mérnöknek tanult. A Színház- és Filmművészeti Főiskolát ösztöndíjasként végezte el 1964-ben. A Győri Kisfaludi Színházban, majd a kecskeméti Katona József Színházban rendezett. 1965-től a Magyar Cirkusz és Varieté Vállalat igazgatója volt.
Sírja a Farkasréti temetőben található (611-158).

## Színházi rendezései
A Színházi Adattárban regisztrált bemutatóinak száma: 12.
- Giraudoux: A Bellaci Apolló (1963)
- Pogogyin: A kék rapszódia (1964)
- Szirmai Albert: Tabáni legenda (1965)
- Moliere: Tartuffe (1965)
- Oláh Margit: Nézd meg az apját (1966)
- Sós György: Köznapi legenda (1966)
- Rolland: A szerelem és a halál játéka (1966)
- Nóti Károly: Nyitott ablak (1966)
- Szirmai Albert: Mágnás Miska (1967)
- Jókai Mór: Az aranyember (1968)
- Wilde: A kísértet házhoz jön (1969)
- Fejér István: Kolumbusz tojása (1970)